# 关公义园
关公义园是一处位于中华人民共和国湖北省荆州市荆州区的旅游景区，2014年2月开工建设，2016年6月17日开始营业。景区内有一座韩美林设计的大型关公雕像。2020年，关公义园因雕像违法建设、地基沉降、未通过消防验收等负面新闻引发关注。

## 历史
关羽曾驻守荆州。吕蒙攻破荆州后，关羽与其子关平被斩。后世将关羽封为武圣。荆州市将关公文化作为旅游开发的主题之一。湖北省文化旅游投资集团有限公司子公司荆州旅游投资开发集团有限公司投资，在荆州古城东南侧建设关公义园。关公像设计工作在2013年5月开始。关公义园工程在2014年2月开工，投资额15亿元人民币（湖北省文化旅游投资集团称荆州旅游投资开发集团投资8亿元）。关公义园属于荆州古城历史文化旅游区扩建升级项目一期工程，荆州古城历史文化旅游区扩建升级项目项目入选了国家旅游局2014全国优选旅游项目、2015年中国文化产业重点项目。此外，关公义园入选了湖北省第五批文化产业示范基地。湖北省文化旅游投资集团有限公司总经理称，关公义园是“大荆州”项目的“开篇之作”，是荆州市打造五环5A景区的“引爆点”。关公巨像在2014年11月开始铸造，2015年2月28日开始现场安装，2016年6月3日安装完成。
2016年6月17日，关公义园举办了开园仪式。当天是农历五月十三“关公磨刀日”。时任湖北省人大常委会副主任王玲、湖北省政协副主席肖旭明、中共荆州市委书记李新华、荆州市长杨智、湖北省文化旅游投资集团总经理刘俊刚、关公像设计师韩美林六人共同为关公义园揭幕。
景区还邀请韩美林再为关公义园创作一尊赤兔马雕塑“神驹赤兔”。按照韩美林的设想，赤兔马雕像同样为青铜制成，高约19.5米，基座高约3米。设想中的赤兔马像与关公像并不符合实际比例。韩美林计划利用近大远小的原理，适当安排两座雕像的位置关系，视觉上让二者达到恰当的比例。
关公义园建成后，业绩并不理想。2019年3月18日起，关公义园对荆州市民、荆州荣誉市民、在荆州就读的大中专院校学生、外地在荆州务工人员等免费开放。其他游客入园参观需支付40元人民币的门票费。景区原计划对关公雕像底座的展示中心另收120元的门票费，但一直没有收取。据统计，关公义园2016年接待游客约7万人次，2017年16.2万人次，2018年22万人次，2019年前五个月超过15万人次。据称，关公义园每年门票收入、场地出租收入、活动收入之和大约为几百万元人民币，远低于成本。
2020年，关公义园因雕像违法建设、地基沉降、未通过消防验收等负面新闻引发关注。2019年6月24日，荆州市自然资源和规划局向荆州市城管委员会发函称，关公义园中的关公雕像未经规划许可，请城管委员会依法查处。同年8月，荆州城管委员会向荆旅集团发函，要求在2019年9月30日之前整改。据报道，荆旅集团直至2020年7月仍未向城管委员会报告整改情况。荆旅集团声称从未收到此函。2020年10月8日，住房和城乡建设部通报，关公像违反《荆州历史文化名城保护规划》，破坏了荆州古城风貌和文脉，要求湖北省住房和城乡建设厅等部门指导荆州市整改。按照《荆州历史文化名城保护规划》，重点保护区内建筑高度不得超过9米，一般协调区不得超过15米，关公像违反了规定。关于沉降问题，荆旅集团总工程师王维称，雕像结构并无问题，问题来自雕像底座下的回填土沉降；沉降较为均匀，下降约1厘米，各项指标在合理范围内，荆旅集团已聘请机构监测沉降，监测费用每年30万元人民币。关公雕像底座三国文化展示中心自2019年3月起对外营业，并未通过消防验收，违反了《中华人民共和国消防法》。荆旅集团工作人员称，消防部门认为底座内的防排烟系统需要整改，但是整改需要打破关公雕像，不具备可行性。荆旅集团总工程师称，消防验收已经上报，景区采用暂不收取底座参观费用、限制底座参观人数的方法控制消防隐患。

## 景区
关公义园位于荆州古城东南侧，占地面积228亩。景区由关公像及广场、关公像底座内的三国文化展示中心、三国文化体验中心组成，一条约600米长的南北中轴线贯穿景区。
关公像由韩美林设计。雕像立在船形底座上，关公侧身面向东南而立，右手持青龙偃月刀，左手撩衣襟。关公像净高48米，连同底座高58米，总重超过1200吨。58米象征关羽一生的58年。雕像的青龙偃月刀长70米，重136吨。关公像内部为钢结构，外面覆有四千余块青铜片，每片平均重150千克。有报道称，关公义园的关公青铜像是世界上体量最大的关公像。不过，山西省运城市盐湖区解州镇常平村南中条山关帝圣像景区2010年揭幕的关公铜像通高61米，其中底座高19米，用铜逾500吨，用钢超过2000吨，使用混凝土超过1.8万吨，也被媒体称为世界上最大的关公像。
船形的关公像底座是一座两层建筑，即三国文化展示中心。一层设有韩美林艺术馆和剧场。剧场内有《关公的世界》演出，观众席的外观仿古代战车设计。二层为关公故事长廊。
三国文化体验中心位于关公像以北，占地超过一万平方米。体验中心建有古戏台、忠义殿、武圣殿、财神殿等仿古建筑，室内供奉关公像。
景区曾举办迎财神关公庙会、荆楚美食节、全国摩托车越野超级联赛·荆州站、“扬关公信义促征纳诚信”经典诵读活动、关公义园精品牡丹花展等活动，每年春节举办灯展。